# St. George's, Grenada
St. George's là thủ đô của Grenada. Thành phố được vây quanh bởi những sườn đồi và nằm bên một hải cảng hình móng ngựa.
St. George's là một địa điểm du lịch nổi tiếng tại Caribbe. Đây là nơi đặt Đại học St. George's và cũng là nơi sân bay quốc tế của đất nước, sân bay quốc tế Maurice Bishop, tọa lạc. 

## Liên kết
- Images of St. George's